# 야프 축구 국가대표팀
야프 축구 대표팀은 미크로네시아 연방의 주요 섬 중 하나인 야프섬을 대표하는 공식적인 팀으로 이 팀은 국제 축구 연맹이나 오세아니아 축구 연맹의 회원이 아니기 때문에 FIFA 월드컵과 OFC 네이션스컵에 참가할 수 없다. 다만 아시아 축구 연맹의 회원국인 괌이나 같은 비회원인 팔라우와도 경기를 가졌었다.

## 개요
야프가 출전한 국제 대회는 미크로네시아 경기 대회가 유일하며 이 대회에서 2번의 우승(2001년, 2018년)을 차지했다. 그리고 2002년 8월 16일 미크로네시아 연방과도 친선 경기를 가졌으며 2007년 7월 31일 NF-보드의 잠정회원국이 되었다.

## 월드컵 기록
| 연도   | 라운드   | 순위     | 경기     | 승       | 무*      | 패       | 득점     | 실점     |
| ------ | -------- | -------- | -------- | -------- | -------- | -------- | -------- | -------- |
| 1930년 | 비회원국 | 비회원국 | 비회원국 | 비회원국 | 비회원국 | 비회원국 | 비회원국 | 비회원국 |
| 1934년 | 비회원국 | 비회원국 | 비회원국 | 비회원국 | 비회원국 | 비회원국 | 비회원국 | 비회원국 |
| 1938년 | 비회원국 | 비회원국 | 비회원국 | 비회원국 | 비회원국 | 비회원국 | 비회원국 | 비회원국 |
| 1950년 | 비회원국 | 비회원국 | 비회원국 | 비회원국 | 비회원국 | 비회원국 | 비회원국 | 비회원국 |
| 1954년 | 비회원국 | 비회원국 | 비회원국 | 비회원국 | 비회원국 | 비회원국 | 비회원국 | 비회원국 |
| 1958년 | 비회원국 | 비회원국 | 비회원국 | 비회원국 | 비회원국 | 비회원국 | 비회원국 | 비회원국 |
| 1962년 | 비회원국 | 비회원국 | 비회원국 | 비회원국 | 비회원국 | 비회원국 | 비회원국 | 비회원국 |
| 1966년 | 비회원국 | 비회원국 | 비회원국 | 비회원국 | 비회원국 | 비회원국 | 비회원국 | 비회원국 |
| 1970년 | 비회원국 | 비회원국 | 비회원국 | 비회원국 | 비회원국 | 비회원국 | 비회원국 | 비회원국 |
| 1974년 | 비회원국 | 비회원국 | 비회원국 | 비회원국 | 비회원국 | 비회원국 | 비회원국 | 비회원국 |
| 1978년 | 비회원국 | 비회원국 | 비회원국 | 비회원국 | 비회원국 | 비회원국 | 비회원국 | 비회원국 |
| 1982년 | 비회원국 | 비회원국 | 비회원국 | 비회원국 | 비회원국 | 비회원국 | 비회원국 | 비회원국 |
| 1986년 | 비회원국 | 비회원국 | 비회원국 | 비회원국 | 비회원국 | 비회원국 | 비회원국 | 비회원국 |
| 1990년 | 비회원국 | 비회원국 | 비회원국 | 비회원국 | 비회원국 | 비회원국 | 비회원국 | 비회원국 |
| 1994년 | 비회원국 | 비회원국 | 비회원국 | 비회원국 | 비회원국 | 비회원국 | 비회원국 | 비회원국 |
| 1998년 | 비회원국 | 비회원국 | 비회원국 | 비회원국 | 비회원국 | 비회원국 | 비회원국 | 비회원국 |
| 2002년 | 비회원국 | 비회원국 | 비회원국 | 비회원국 | 비회원국 | 비회원국 | 비회원국 | 비회원국 |
| 2006년 | 비회원국 | 비회원국 | 비회원국 | 비회원국 | 비회원국 | 비회원국 | 비회원국 | 비회원국 |
| 2010년 | 비회원국 | 비회원국 | 비회원국 | 비회원국 | 비회원국 | 비회원국 | 비회원국 | 비회원국 |
| 2014년 | 비회원국 | 비회원국 | 비회원국 | 비회원국 | 비회원국 | 비회원국 | 비회원국 | 비회원국 |
| 2018년 | 비회원국 | 비회원국 | 비회원국 | 비회원국 | 비회원국 | 비회원국 | 비회원국 | 비회원국 |
| 2022년 | 비회원국 | 비회원국 | 비회원국 | 비회원국 | 비회원국 | 비회원국 | 비회원국 | 비회원국 |
| 합계   |          |          |          |          |          |          |          |          |

## 국제경기
| 일자            | 장소   |      | 상대              | 결과   |
| --------------- | ------ | ---- | ----------------- | ------ |
| 2002년 8월 16일 | 야프   | 야프 | 미크로네시아 연방 | 2 - 4  |
| 2001년 7월 27일 | 야프   | 야프 | 추크              | 1 - 0  |
| 2001년 7월 24일 | 야프   | 야프 | 폰페이            | 1 - 1  |
| 2001년 7월 23일 | 야프   | 야프 | 추크              | 5 - 0  |
| 1998년 8월 3일  | 팔라우 | 야프 | 폰페이            | 5 - 4  |
| 1998년 7월      | 팔라우 | 야프 | 괌                | 0 - 15 |
| 1998년 7월      | 팔라우 | 야프 | 북마리아나 제도   | 0 - 8  |
| 1998년 7월      | 팔라우 | 야프 | 팔라우            | 1 - 7  |
| 1998년 7월      | 팔라우 | 야프 | 폰페이            | 3 - 0  |

## 수상
- 2001년 미크로네시아 경기 대회 우승
- 2018년 미크로네시아 경기 대회 우승